# Chaîne concours Mii
La chaîne concours Mii (connue sous le nom de chaîne Regardez-Mii au Canada) était une chaîne pour la Wii qui permettait aux joueurs de partager leurs personnages Mii et de les faire participer à des concours de popularité.
La chaîne a été lancée le 12 novembre 2007, disponible en téléchargement sur la chaîne boutique Wii. Le service a été interrompu le 28 juin 2013 en raison de la fermeture du WiiConnect24.

## Place du marché
Les utilisateurs pouvaient y soumettre leurs personnages Mii pour que les autres créateurs Mii et les utilisateurs du monde entier puissent les voir. Lorsqu'un Mii était envoyé sur la place du marché, un numéro à douze chiffres lui était attribué afin que les autres puissent le retrouver à l'aide de la fonction de recherche. Les créateurs devaient indiquer deux initiales et le talent du Mii. Si un Mii plaisait à quelqu'un, il pouvait être importé dans la chaîne Mii de la console. Les utilisateurs pouvaient ajouter des personnages Mii comme favoris, et les Miis et leurs créateurs pouvaient recevoir une note sur cinq étoiles. Chaque mois, la place du marché avait une section de classement des artisans Mii qui durait pendant tout le mois. Le premier artisan Mii à la fin du mois recevrait le titre de « maître artisan ».

## Concours
La chaîne concours Mii organisait constamment de nouveaux concours. Les utilisateurs créeraient un Mii qu'ils pensaient correspondre à chacune des catégories et l'enverraient, puis ils recevraient un classement en fonction des évaluations des autres. Pour certains concours, les participants à un concours pouvaient obtenir une photo souvenir montrant le Mii envoyé et l'artisan sur un arrière-plan lié au thème du concours. L'image pourrait ensuite être envoyée au bureau Wii. Les photos souvenirs étaient généralement liées à des jeux Wii, par exemple Super Mario Galaxy.

### Concours avec des thèmes Nintendo
| Thème                     | Région           | Première fois    | Date des résultats |
| ------------------------- | ---------------- | ---------------- | ------------------ |
| Mario sans casquette      | Concours mondial | 11 novembre 2007 | 26 novembre 2007   |
| Luigi sans casquette      | Concours mondial | 13 décembre 2007 | 26 décembre 2007   |
| La Princesse Peach        | Concours mondial | 24 janvier 2008  | 9 février 2008     |
| Bébé Luigi avec casquette | Concours mondial | 4 décembre 2011  | 15 décembre 2011   |
| La Princesse Daisy        | Concours mondial | 1 janvier 2012   | 12 janvier 2012    |

## Interruption
Depuis le 28 juin 2013, le service n'est plus accessible à la suite de l'interruption du WiiConnect24. Une recréation non officielle du service a été publiée par l'équipe RiiConnect24.